# شاتو كسارة

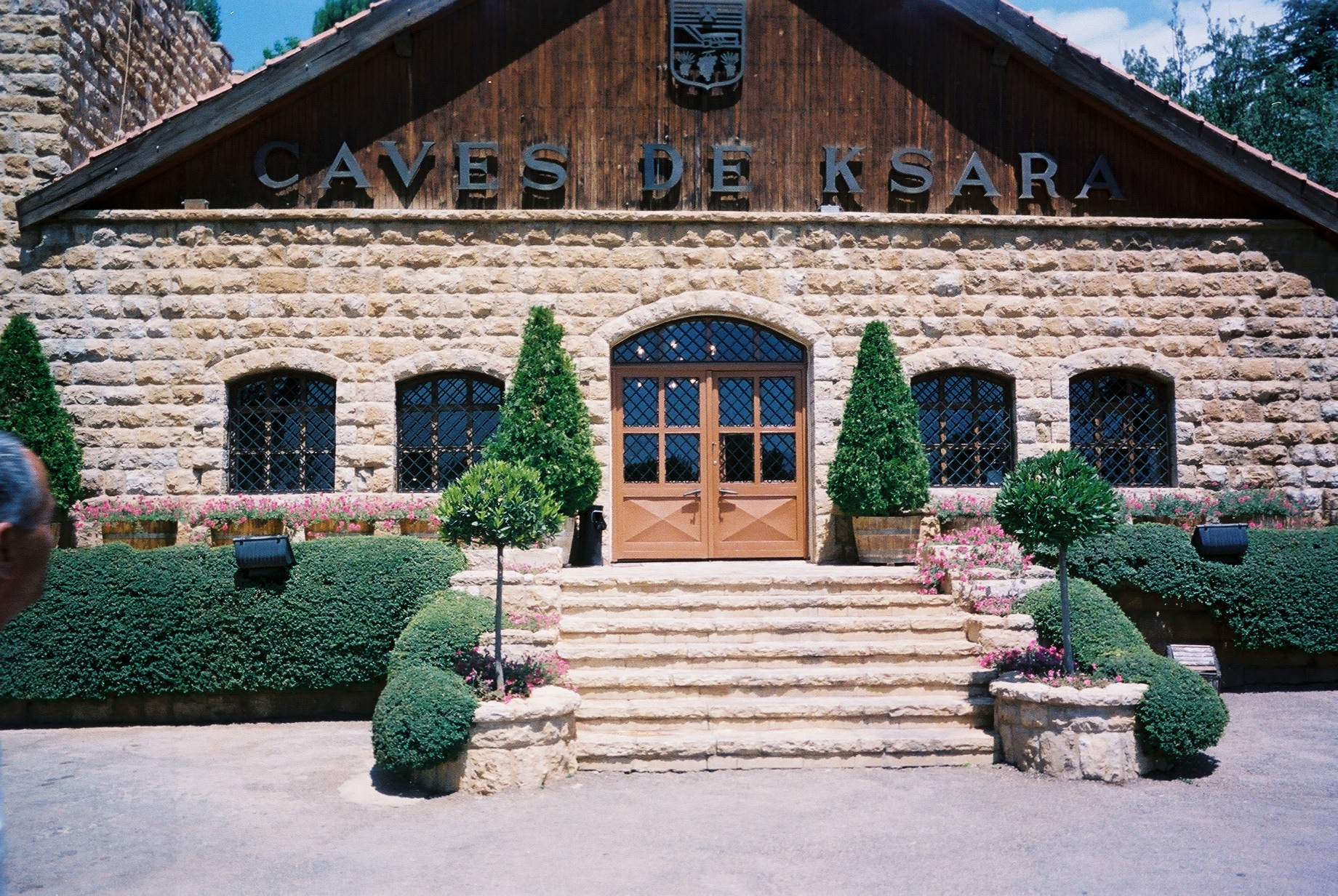
مصنع شاتو كسارة في البقاع، لبنان.

شاتو كسارة هو مصنع نبيذ في وادي البقاع في لبنان. أسسه الكهنة اليسوعيون عام 1857. طور مصنع شاتو كسارة أول نبيذ جاف في لبنان. نبيذ شاتو كسارة هو الأكثر شعبية في البلاد أيضًا، ولكن بسبب الشتات اللبناني الكبير في جميع أنحاء العالم، يمكن العثور عليه وشراؤه في العديد من البلدان المختلفة. ينتج المصنع حوالي 3 ملايين زجاجة سنويًا. يصدر المصنع نبيذه إلى أكثر من 40 دولة. تشمل أسواق التصدير الرئيسية أوروبا والولايات المتحدة الأمريكية وكندا واليابان وهونج كونج وسنغافورة والبرازيل وأفريقيا وأستراليا والدول العربية.
بين عامي 2005 و2015، شهد شاتو كسارة إدخال أصناف جديدة من العنب في سهل البقاع. إضافة إلى التطورات في التقنية مثل زراعة الكروم على الأسلاك وتطبيق الطرق التكنولوجية المتقدمة من قبل علماء النبيذ الفرنسيين، الذين يراقبون عمليات تصنيع النبيذ والتخمير والصب.
اليوم، يملك نبيذ شاتو كسارة طابع خاص، يوصف بأنه «توازن نادر للفاكهة الجافة، والرقة والقسوة، والنضارة والحيوية».

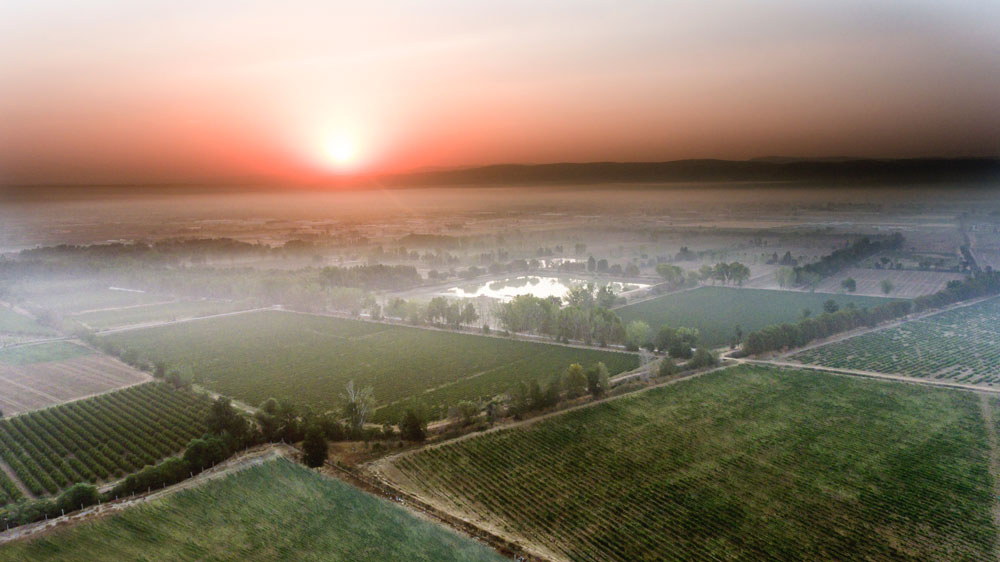
سهل البقاع

## القصة
تأسس مصنع شاتو كسارة في عام 1857 من قبل الكهنة اليسوعيين الذين أنتجوا أول نبيذ أحمر جاف في البلاد.
شاتو كسارة هو أقدم وأكبر مصنع نبيذ في لبنان، ويستقطب حوالي 70 ألف زائر سنويًا.
يحتوي شاتو كسارة على كهف روماني بطول كيلومترين تحت الأرض.

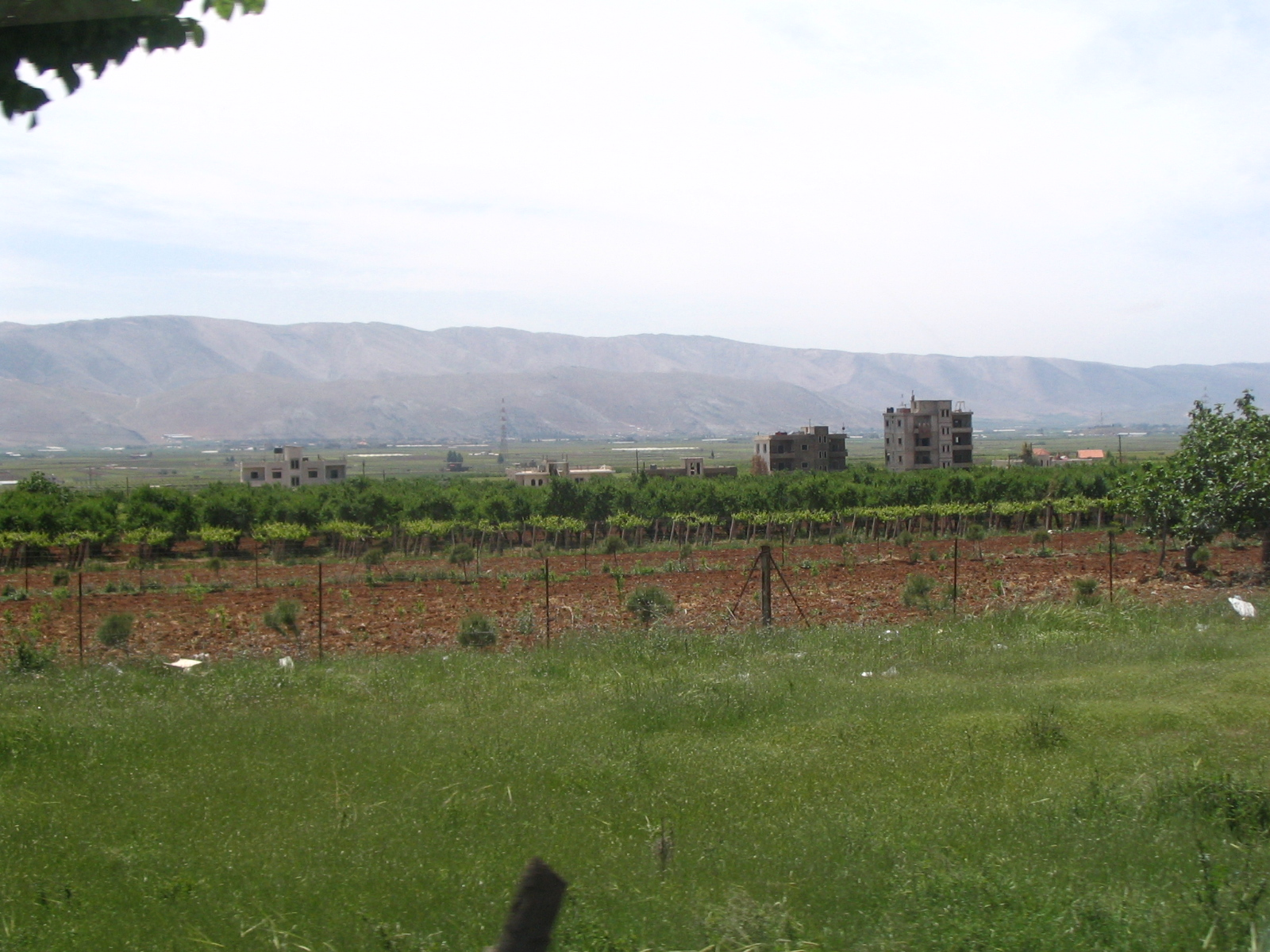
كروم العنب في سهل البقاع

## كروم العنب
تقع جميع كروم شاتو كسارة في وادي البقاع الأوسط والغربي: عقارات كسارة، وتنيل، والمنصورة، وتل الدير، وتل دنوب، وكنفار. على ارتفاع 1000 متر في المتوسط، يتمتع البقاع بصيف جاف وله منسوب مائي يغذيه ذوبان الثلوج في سلاسل جبال لبنان الشرقية.
تتراوح التربة من الطباشيرية إلى الطينية والجير، لكنها دائمًا صخرية. يتمتع البقاع بمناخ البحر الأبيض المتوسط، مع هطول أمطار غزيرة وثلوج في الشتاء، وربيع معتدل وصيف جاف (جاف جدًا في بعض الحالات) وحار. يؤدي وجود الوادي إضافة للمنحدرات التي على جانبيه إلى مناخ فريد تعوض فيه الليالي الباردة عن أيام الصيف الحارة.

## المنتجات

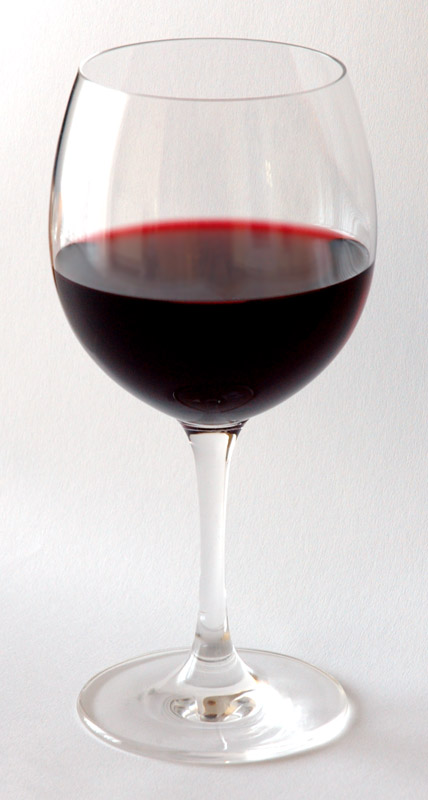

### نبيذ أحمر
لو سوفرين
لو بريوريه
ريزيرفيه دو كوفينت
كوفيه دي برنتيمبس
كوفيه إيليم ميلينير
شاتو كسارة
كابيرنت ساوفيجنون
كارينيان

### نبيذ روزيه
سن سيت
جريس دي جريس
روزيه كسارة
ناونسيه

### نبيذ أبيض
شاردونيه
بلانك دي بلانك
بلان دو لوبيرفاتوار
مروة

### النبيذ الحلو المدعم
موسكاتيل

### عرق
كساراك

### ماء الحياة
فييل ماء الحياة

## الجوائز
يشارك نبيذ كسارة في مسابقات تذوق النبيذ في جميع أنحاء العالم.
2013: كأس النبيذ البرليني (برلين الذهبي)
2013: كأس النبيذ البرليني 2013 (برلين الذهبية) نبيذ شاتو كسارة الأحمر 2010، كأس النبيذ البرليني 2013: (برلين الذهبية) ريزيرفيه دو كونفينت 2011، 2013: فيناليس دي أرجينت شاتو كسارة كاردونيه2012،2013: فيناليس دي أرجينت شاتو كسارة لي بيوري روج 2011، 2013: فيناليس دي أرجينت شاتو كسارة ريزيرفيه دي كوفينت روج 2011، 2013: فيناليس دي أرجينت شاتو كسارة لي سوفيريان سينت سينكوانتينيه 1857-2007 وروج 2009، 2012: أكاديمية جوائز الويب العربية أعطت جائزة لشاتو كسارة موقعًا رسميًا على الويب www.ksara.com.lb. 2012: الجائزة الذهبية لعام 2012 من أصل 450 شركة عن فئة المشروبات. 2012: الميدالية الفضية لريزيرفيه دو كوفينت 2010 في عام 2012 في مسابقة النبيذ الدولية في إسبانيا.
2012: أُشيد بريزيرفيه دو كوفينت 2010، في تحدي النبيذ الدولي في 2012.
2012: الميدالية الفضية للي بريوري 2010 في تحدي النبيذ الدولي لعام 2012.
2010-2011: جائزة لبنان للتميز.
2004: ميداليتان ذهبيتان في فيناليس انترناشيونال باريس في فرنسا.